# Centre de pression
En mécanique du solide, le centre de pression (CdP) est un point dynamique caractéristique d'un contact entre deux surfaces planes.

## Définition et calcul

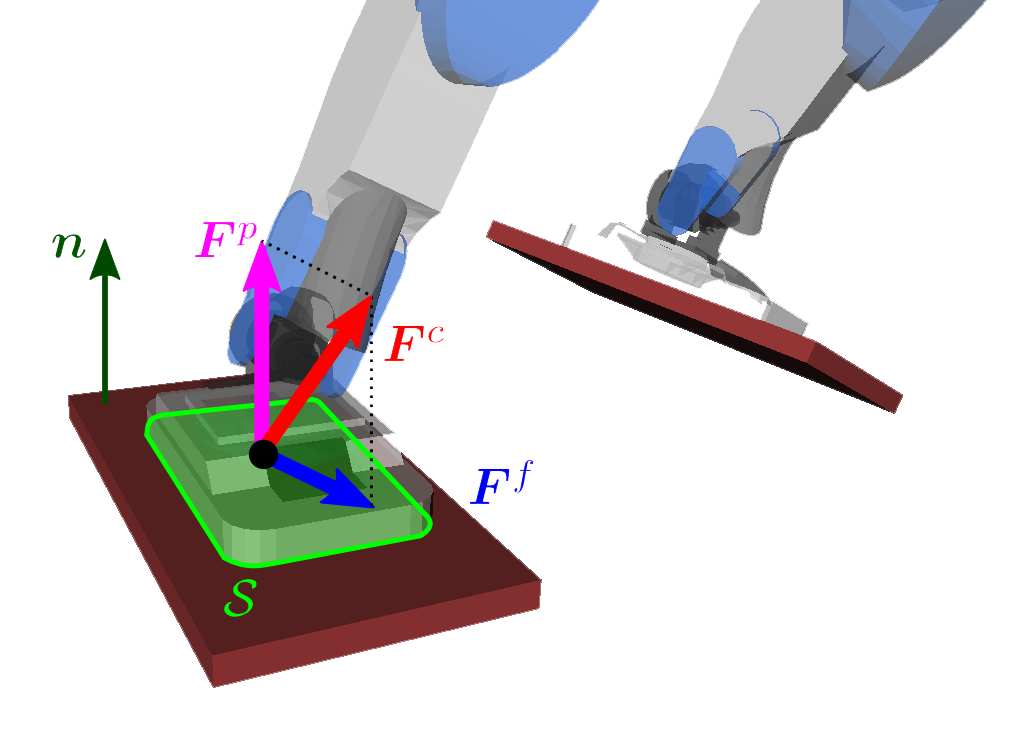
Contact entre le pied d'un robot humanoïde et une surface planaire

Considérons l'exemple ci-contre où le pied du robot humanoïde est en contact avec une surface plane. La résultante {\displaystyle F^{c}} des forces de contact exercées par l'environnement sur le robot à travers la surface peut se décomposer en deux termes :
- la résultante {\displaystyle F^{p}=(F^{c}\cdot n)\,n} des forces de pression, ainsi que
- la résultante {\displaystyle F^{f}=F^{c}-F^{p}} des forces de frottement entre les deux surfaces. Ces forces sont tangentes à la surface ({\displaystyle F^{f}\cdot n=0}).

Ces résultantes sont la somme de forces infinitésimales exercées à chaque élément de surface {\displaystyle {\rm {d}}{\cal {S}}} de la surface de contact {\displaystyle {\cal {S}}}. En notant {\displaystyle p(P)} la pression en un point {\displaystyle P\in {\cal {S}}} :
{\displaystyle F^{p}=\int _{P\in {\cal {S}}}p(P){\rm {d}}{\cal {S}}}
Comme le pied du robot ne peut pas pénétrer à l'intérieur du sol, la pression est toujours une quantité positive (on parle d'« unilatéralité des contacts »). Il en résulte l'existence d'un centre de pression, c'est-à-dire un point où le moment des forces de pression s'annule complètement (de même qu'au point d'application d'une force celle-ci n'exerce aucun moment). Celui-ci est donné par :
{\displaystyle M_{C}^{p}\ =\ {\boldsymbol {0}}}
{\displaystyle {\overrightarrow {OC}}\times (F^{p}\cdot n)n\ =\ -M_{O}^{p}}
{\displaystyle (F^{p}\cdot n)\,n\times {\overrightarrow {OC}}\times n\ =\ -n\times M_{O}^{p}}
Les points {\displaystyle O} et {\displaystyle C} étant coplanaires, on obtient ainsi :
{\displaystyle {\overrightarrow {OC}}={\frac {M_{O}^{p}\times n}{n\cdot F^{p}}}}
Par ailleurs, les forces de frottement étant parallèles à la surface de contact par définition, leur moment est aligné avec {\displaystyle n}, de sorte que la relation ci-dessus s'écrit également
{\displaystyle {\overrightarrow {OC}}={\frac {M_{O}^{c}\times n}{n\cdot F^{c}}}}
On utilise cette formule en pratique pour mesurer le CdP à l'aide d'un capteur de force.

## Lien avec le ZMP
On reconnaît la formule du ZMP, appliquée cette fois-ci au torseur de contact (local) au lieu du torseur inertiel. Lorsqu'il n'y a qu'un seul contact, ces deux torseurs sont opposés en vertu de l'équation de Newton-Euler (voir l'article ZMP pour plus de détails), ce qui implique que le CdP et le ZMP coïncident.

## Surface de sustentation
Tant que le contact avec la surface ne rompt pas, le centre de pression réside nécessairement à l'intérieur de la surface de contact. En effet, le moment des forces des contacts peut être réécrit :
{\displaystyle M_{O}^{c}\ =\ \int _{P\in {\cal {S}}}{\overrightarrow {OP}}\times p(P)n{\rm {d}}{\cal {S}}}
La formule du CdP ci-dessus devient alors :
{\displaystyle {\overrightarrow {OC}}\ =\ {\frac {\int _{P\in {\cal {S}}}p(P){\overrightarrow {OP}}{\rm {d}}{\cal {S}}}{\int _{P\in {\cal {S}}}p(P){\rm {d}}{\cal {S}}}}}
Ainsi, le CdP est la moyenne des points de contacts pondérée par les pressions qui y sont exercées. Lorsqu'il franchit le bord de la zone {\displaystyle {\cal {S}}}, le contact rompt et le pied du robot bascule. Pour éviter cela, les robots humanoïdes s'appliquent donc à maintenir leurs centres de pression à l'intérieur de ces zones pour chaque contact. Ce critère est une condition de non-basculement, et on parle alors de surface de sustentation pour désigner la zone {\displaystyle {\cal {S}}}.